# St.-Marien-Kirche (Kenz)

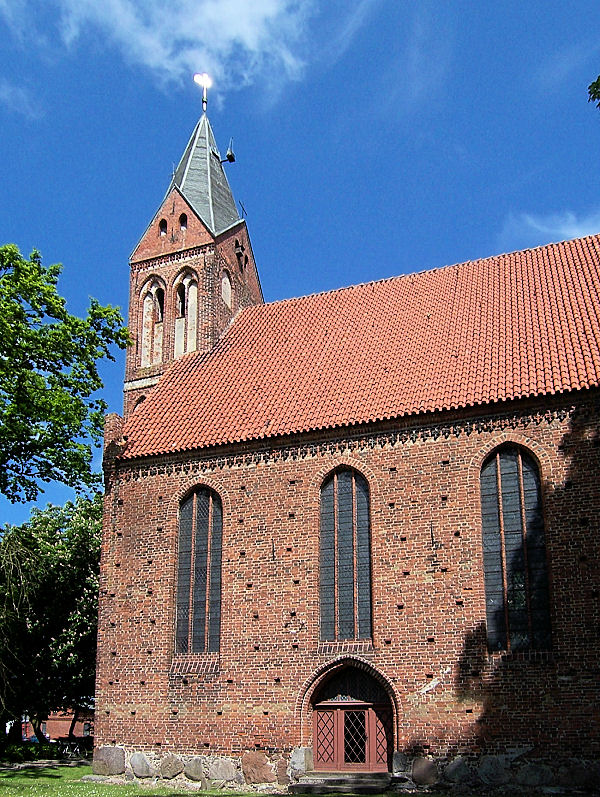

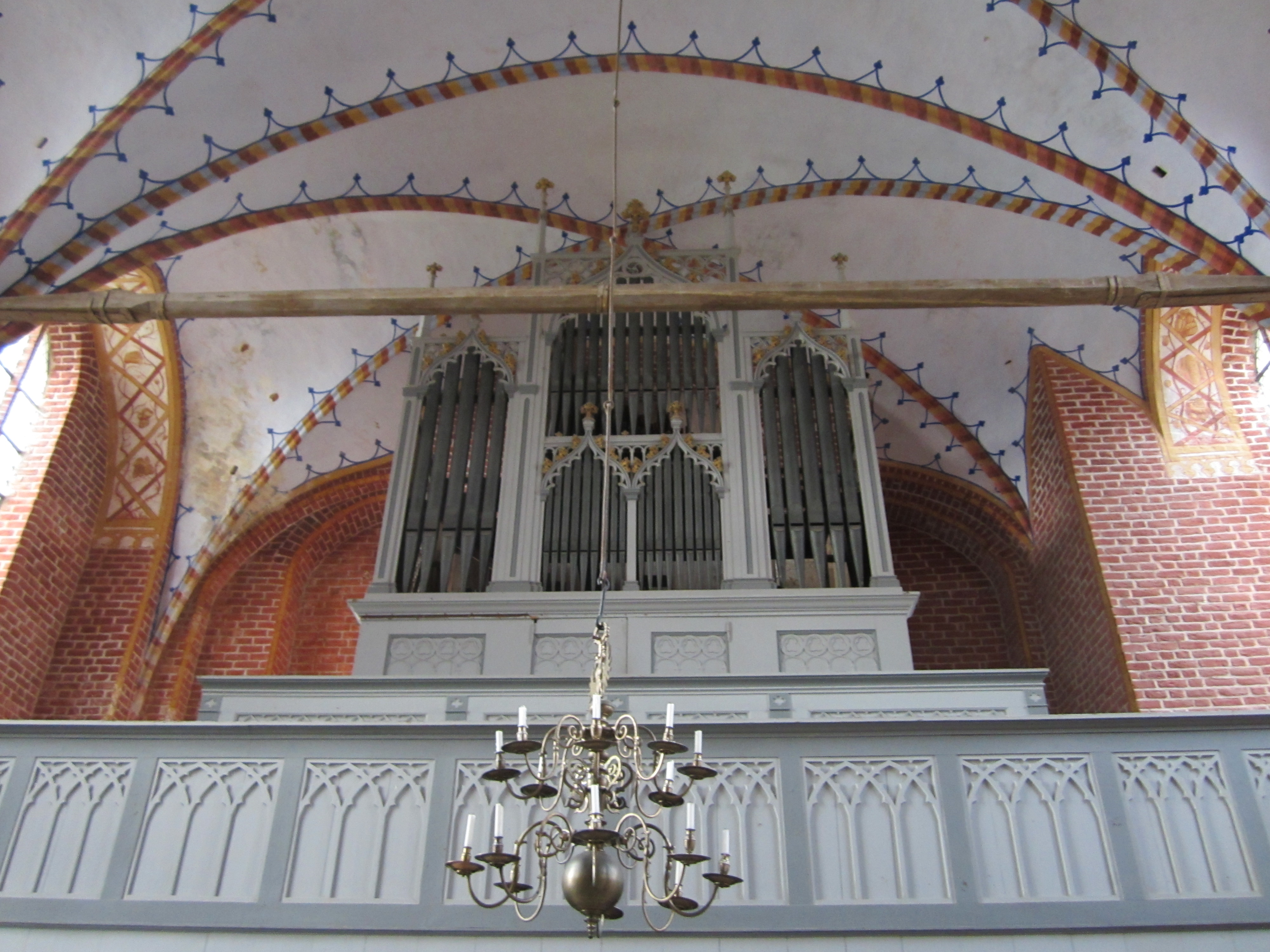
Die Orgel in der Kirche in Kenz

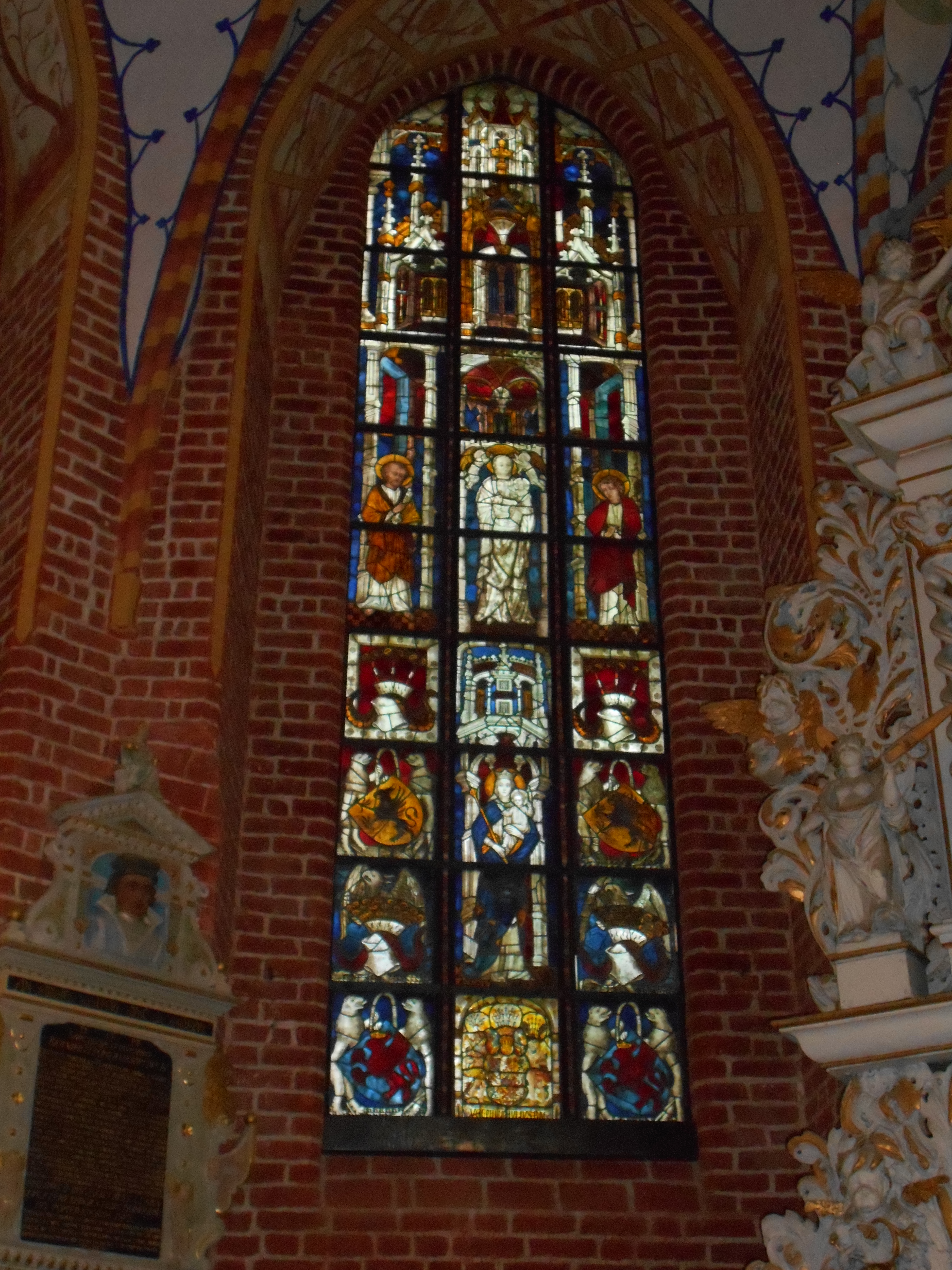
Glasmalerei Fenster n II (nach dem Bezeichnungssystem des CVMA)

Die St.-Marien-Kirche Kenz ist eine aus dem 14. Jahrhundert stammende ehemalige Wallfahrtskirche im Ortsteil Kenz der vorpommerschen Gemeinde Kenz-Küstrow.

## Geschichte und Baubeschreibung
Die Kirche wurde um 1398 als Wallfahrtskirche im Stil der Backsteingotik auf einem Feldsteinsockel nahe einer heilkräftigen Quelle errichtet. Kenz war im 15. Jahrhundert der meistbesuchte Wallfahrtsort Vorpommerns und wurde im 18. Jahrhundert Kurort. Die Kirche ist ein fünfjochiger Backsteinbau mit einem Chorschluss aus fünf Seiten eines Zehnecks. Sie zeigt in der Architektur erkennbare stilistische Verwandtschaft zur Marienkirche Stralsund. Die Strebepfeiler sind nach innen gezogen, so dass der Außenbau flächig wirkt. Die Fenster sind durch senkrechtes Stabwerk ohne Spitzbogen aufgeteilt. Unter dem Hauptgesims läuft ein Maßwerkfries aus glasierten Formsteinen um das Bauwerk. Im Innern bilden die Strebepfeiler Fensternischen. Der schlanke Turm zeigt eine reichere Blendengliederung.
Das achteckige Brunnenhaus, das von etwa 1760 bis 1870 über dem Brunnen stand, wurde 2003 nach dem historischen Vorbild wiedererrichtet.

## Ausstattung
Die Ausstattung der Kirche stammt im Wesentlichen aus gotischer und barocker Zeit. Die wertvollen Glasmalereien in den sechs Chorfenstern wurden um 1430 gefertigt und zeigen Gestalten aus der Bibel und der Geschichte Pommerns, Szenen aus dem Marienleben sowie Wappen und Architektur. Sie stellen den größten Bestand mittelalterlicher Glasmalerei in Mecklenburg-Vorpommern dar.
Die Gewölbemalereien wurden um 1895 nach Resten aus der 2. Hälfte des 15. Jahrhunderts neu geschaffen. Im September 2019 wurde bekannt, dass bei Bauarbeiten die Darstellung eines Wilden Mannes, der fellbehängt eine Wildnis durchstreift, gefunden wurde. Das Bild stammt aus der Zeit um 1400 und befindet sich an einer schwer zugänglichen Stelle hinter der Orgel, zwischen Schiff und Turm der Kirche. Die Ikonographie ist für ein Kircheninneres ungewöhnlich (in der Region einzigartig) und die Deutung offen.
Ein außergewöhnliches aufklappbares hölzernes Grabmal (um 1410) ist das Kenotaph des Herzogs Barnim VI. (Pommern). An ihn erinnert auch ein 1603 von Herzog Philipp II. (Pommern) gestiftetes Kalkstein-Epitaph, das möglicherweise von Rudolf Stockmann stammt.
Das Triumphkreuz stammt aus dem 14. Jahrhundert. Der Altaraufsatz und die Kanzel wurden um 1695 von Thomas Phalert gefertigt.

## Orgel
Die zweimanualige Orgel mit 15 Registern wurde 1847 von Johann Friedrich Schulze aus Paulinzella gebaut und im Jahr 2002 durch Kristian Wegscheider restauriert. Die Disposition der Orgel lautet:
| I Hauptwerk C–f3 |     |
| Bordun           | 16′ |
| Principal        | 8′  |
| Gedackt          | 8′  |
| Gambe            | 8′  |
| Rohrflöte        | 8′  |
| Octave           | 4′  |
| Mixtur V         |     |

| II Oberwerk C–f3 |    |
| Lieblich Gedackt | 8′ |
| Traversflöte     | 8′ |
| Salicional       | 8′ |
| Salicional       | 8′ |
| Geigenprincipal  | 4′ |

| Pedal C–d1 |     |
| Subbaß     | 16′ |
| Violon     | 8′  |
| Posaune    | 16′ |

- Koppeln: Hauptwerk – Oberwerk, Pedal – Hauptwerk.

## Gemeinde
Die Kirchengemeinde Kenz gehört seit 2012 zur Propstei Stralsund im Pommerschen Evangelischen Kirchenkreis der Evangelisch-Lutherischen Kirche in Norddeutschland. Vorher gehörte sie zum Kirchenkreis Stralsund der Pommerschen Evangelischen Kirche.